# 1734 en arts plastiques
| Années des arts plastiques : 1731 - 1732 - 1733 - 1734 - 1735 - 1736 - 1737    |
| Décennies des arts plastiques : 1700 - 1710 - 1720 - 1730 - 1740 - 1750 - 1760 |

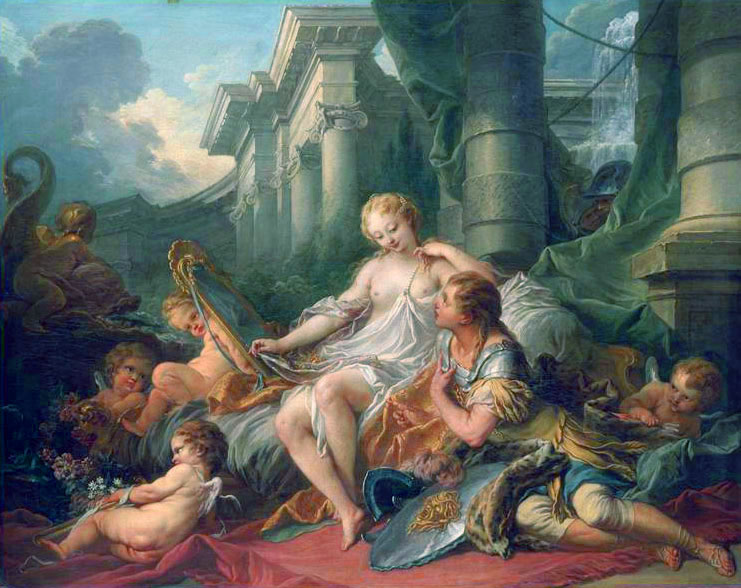
Renaud et Armide, de François Boucher.

Cette page concerne l'année 1734 en arts plastiques.

## Naissances
- 1er janvier : Charles-Nicolas Dodin, peintre sur porcelaine français († 1803),
- 9 mars :
  - Francisco Bayeu, peintre espagnol († 4 août 1795),
  - Marie-Suzanne Roslin, peintre française († 31 août 1772),
- 14 mai : Juan de la Cruz Cano y Olmedilla, cartographe, illustrateur et graveur espagnol († 1790),
- 26 mai : Olivier Le May, peintre et graveur français († 1797),
- 31 août : Gaetano Gandolfi, peintre rococo Italien de l'école bolonaise († 2 juin 1802),
- 3 septembre : Joseph Wright of Derby, peintre britannique († 29 août 1797),
- 17 septembre : Jean-Baptiste Le Prince, peintre et graveur français († 30 septembre 1781),
- 21 octobre : Jean-Charles Le Vasseur, graveur français († 29 novembre 1816),
- 14 septembre : Henry d'Arles, peintre français († 14 décembre 1784),
- 22 décembre : Tommaso Conca, peintre italien († 13 décembre 1822),
- 26 décembre : George Romney, peintre britannique († 15 novembre 1802),

- vers 1734 : Peter Perez Burdett, cartographe, géomètre, dessinateur, peintre et graveur britannique († 9 septembre 1793).

## Décès
- 10 février : Jean Raoux, peintre français (° 10 juin 1677),
- 17 février : Carl Gustav Klingstedt, peintre suédois (° 26 février 1657),
- 15 mai : Sebastiano Ricci, peintre baroque italien (° 1er août 1659),
- 27 mai : Claude Audran III, peintre et graveur français (° 25 août 1658),
- 5 décembre : Joseph Vivien, peintre portraitiste français (° 1657),
- 14 décembre : Noël Nicolas Coypel, peintre français (° 17 novembre 1690).
- ? :
  - Pietro Capelli, peintre italien  de l'école napolitaine (° ?).
  - Gao Qipei, peintre de portraits, animaux, paysages et dessinateur chinois (° 1660),
  - Andrea Procaccini, peintre baroque italien (° 14 janvier 1671).